# Vilharjeva cesta, Ljubljana
Vilharjeva cesta je dober kilometer dolga cesta za Bežigradom v Ljubljani. Ime je dobila po slovenskem skladatelju Miroslavu Vilharju.

## Urbanizem
Začetek Vilharjeve ceste je na zahodu, kjer se stika z Dunajsko cesto, konča pa se v križišču Topniške in Šmartinske ceste. Stika se tudi z  Neubergerjevo in Črtomirovo ulico ter Železno cesto.
Južno od Vilharjeve ceste je ljubljanska železniška postaja, severno od nje pa so (od zahoda proti vzhodu) Gospodarsko razstavišče, Akademski kolegij, park Navje, Severni mestni park in stanovanjsko poslovno naselje Zupančičeva jama.

## Javni potniški promet
Po delu Vilharjeve ceste med Dunajsko in Železno cesto vozijo tudi mestne avtobusne linije  št. 6B, 11B, 12 in 12D, ter integrirana linija 3G. Na cesti je eno postajališče mestnega potniškega prometa.

### Postajališče MPP
smer zahod - vzhod
| postajališče | št. linije       |
| ------------ | ---------------- |
| 100012 Navje | 3G, 11B, 12, 12D |